# Gabriel Montcharmont
Pour les articles homonymes, voir Montcharmont.
Gabriel Montcharmont, né le 7 avril 1940 à Autun (Saône-et-Loire) et mort le 15 janvier 2019 à Condrieu (Rhône), est un homme politique français.

## Biographie
Gabriel Montcharmont est député PS de la 11e circonscription du Rhône du 12 juin 1988 au 1er avril 1993, puis du 1er juin 1997 au 18 juin 2002. Il est maire de Condrieu de mars 1983 à mars 2008.

## Détail des fonctions et des mandats
Mandats parlementaires
- 12 juin 1988 - 1er avril 1993 : Député de la 11e circonscription du Rhône
- 1er juin 1997 - 18 juin 2002 : Député de la 11e circonscription du Rhône